# Zollikofen
Zollikofen es una comuna suiza del cantón de Berna, situada en el distrito administrativo de Berna-Mittelland. Limita por el sur con las comunas de Bremgarten bei Bern y Berna, al este con Ittigen, al occidente con Kirchlindach, y al norte con Münchenbuchsee.
La comuna es la sede del Colegio de Agricultura de Suiza y del templo mormón más antiguo construido en Europa (inició su construcción en 1953). Hasta el 31 de diciembre de 2009 situada en el distrito de Berna.

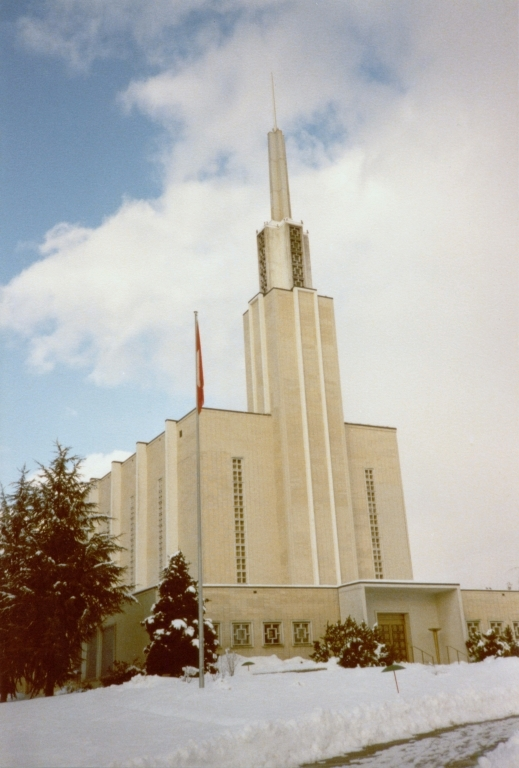
Templo SUD en Zollikofen.

## Transportes
Ferrocarril
Cuenta con una estación ferroviaria en la que efectúan parada trenes regionales y de cercanías pertenecientes a la red S-Bahn Berna.